# Illa Greenwich

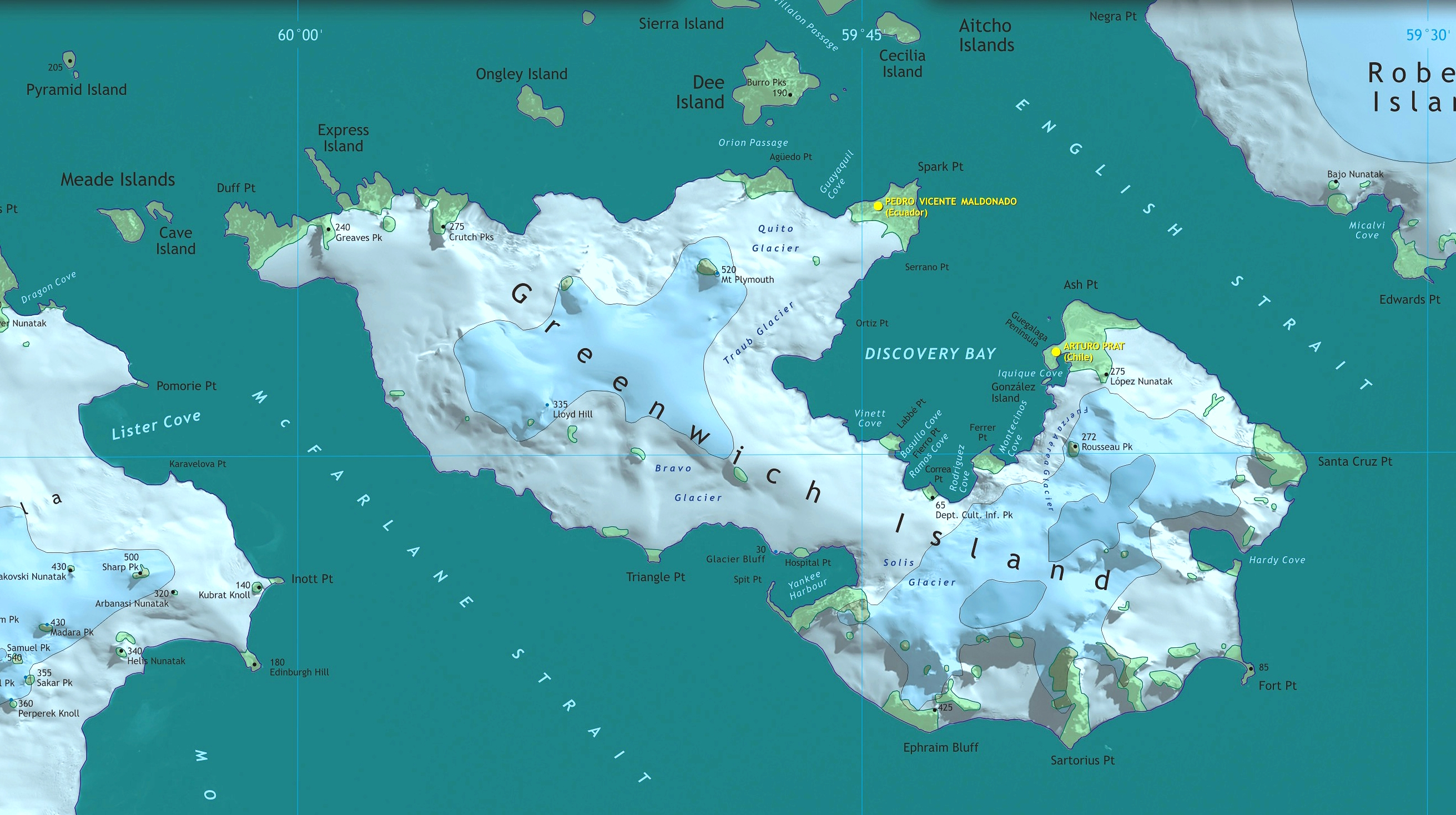
Illa Greenwich

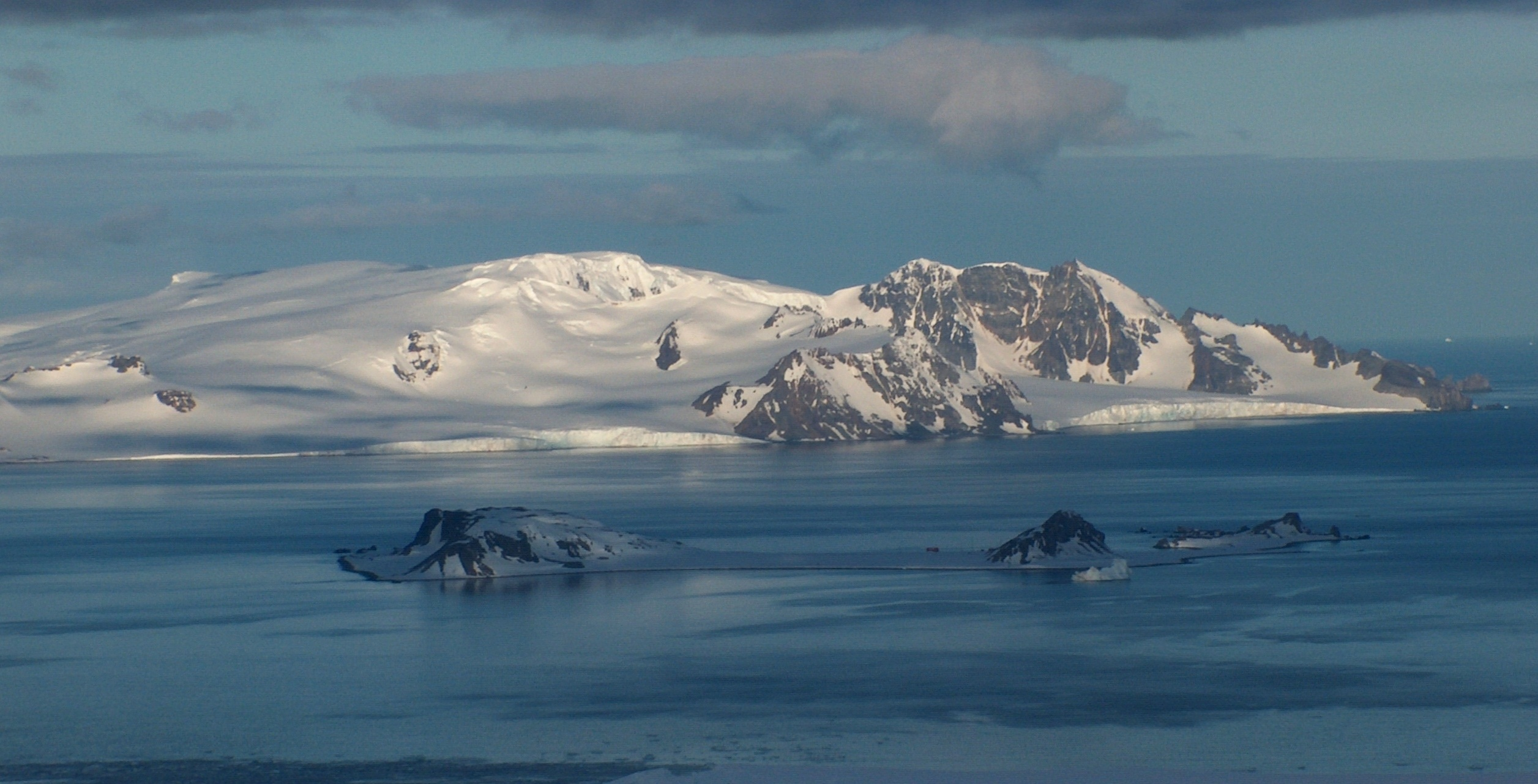
Breznik Heights, Illa Greenwich des de Camp Acadèmia, amb l'illla Half Moon i l'estret McFarlane al fons.

L'illa Greenwich (en anglès, Greenwich Island) és una illa pertanyent a les illes antàrtiques Shetland del Sud. Es troba entre illa Robert i illa Livingston. Ocupa una superfície de 142,7 km².
S'hi troben la base xilena Capità Arturo Prat i l'equatoriana Base Maldonado.
Altres noms històrics són: illa Sartorius, illa Berezina.
La muntanya més alta a l'illa amb 625 m és Momchil Peak que es troba al sud-est a Breznik Heights.